# Hematit
Hematit (även blodsten, blodstensmalm eller järnglans) är en rödaktig järnoxid med formeln α-Fe2O3. Hematit är vanligt i tropiska jordar; orsakar ofta sådana jordars mer eller mindre röda färg. Bildas mycket långsamt efter omvandling av ferrihydrit. Hematit är också en vanlig järnmalm och förekommer allmänt i malmfälten i Bergslagen. Hematit är omagnetiskt på grund av antiferromagnetism, vilket gör den svårare att sortera ur gråberget än magnetit.
Mineralet kvarts bildar ränderna i den kvartsbandade blodstensmalmen. Kvartsbandad blodstensmalm kan bland annat hittas i Stripa gruva, i trakterna av Norberg och Nora och är landskapet Västmanlands landskapssten. Det finns också på Mars.

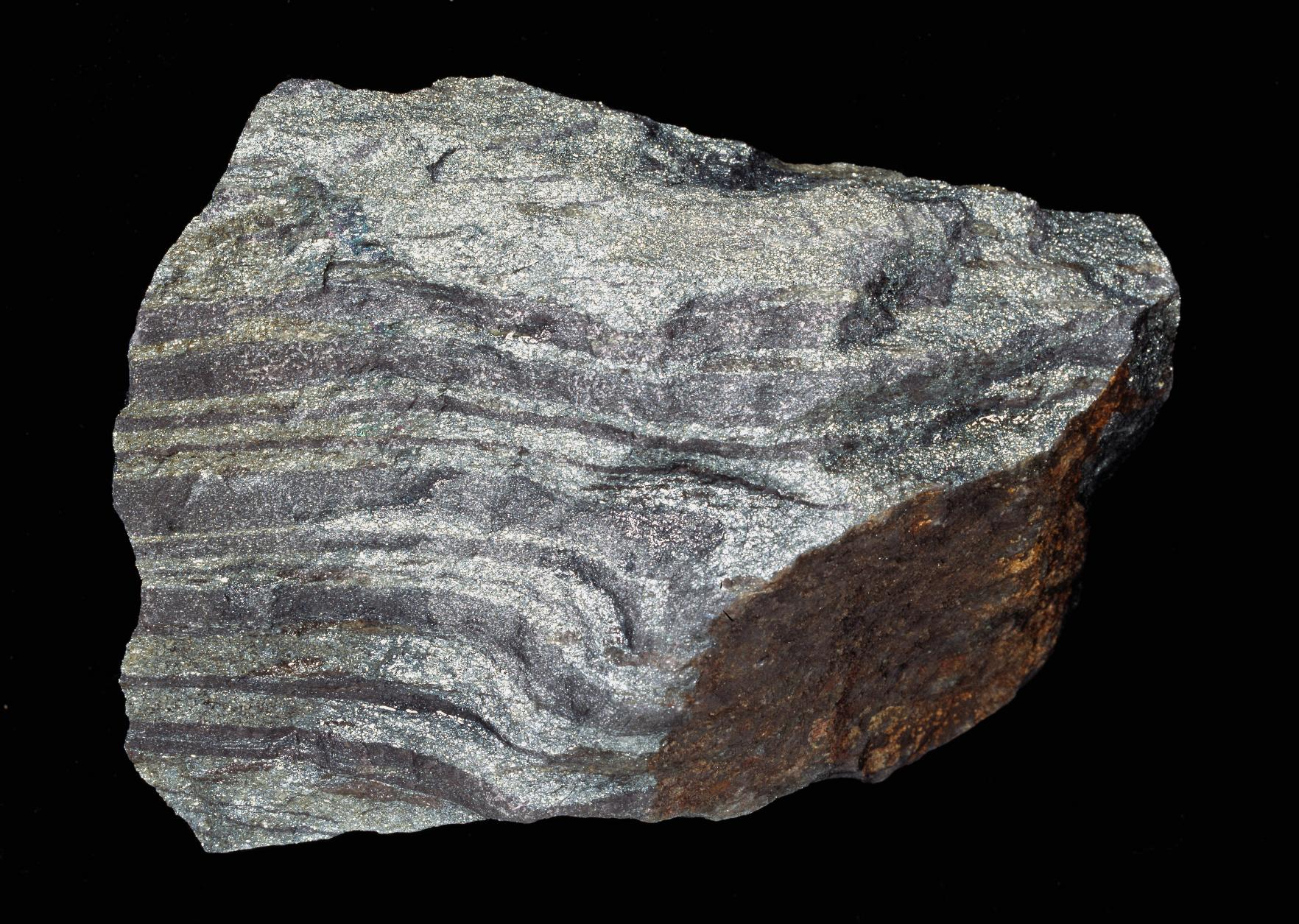
Blodstensmalm

Namnet blodstensmalm kommer av att när den repas eller pulveriseras får den en röd färg. Liksom flera andra järnoxider, används den som pigment, bland annat i Falu rödfärg och järnmönja.

## Martit
Hematit benämnes martit då det förekommer som omvandlingprodukt efter oxidation av mineralet magnetit med bibehållen oktaedrisk kristallform.